# Shinya Mitsuoka
Shinya Mitsuoka (光岡 眞矢 Mitsuoka Shinya?, nacido el 22 de abril de 1976 en Kanagawa) es un exfutbolista japonés. Jugaba de delantero y su último club fue el Sagawa Express Tokyo de Japón.

## Trayectoria

### Clubes
| Club                 | País  | Año         |
| -------------------- | ----- | ----------- |
| Yokohama Flügels     | Japón | 1995 - 1997 |
| Kyoto Purple Sanga   | Japón | 1998 - 2000 |
| Vegalta Sendai       | Japón | 2001 - 2002 |
| Sagawa Express Tokyo | Japón | 2003        |